# Куркабі
Куркабі (рос. Куркаби) — село Акушинського району, Дагестану Росії. Входить до складу муніципального утворення Сільрада Тебекмахінська.
Населення — 338 (2010).

## Населення
За даними перепису населення 2002 року в селі мешкало 385 осіб. У тому числі 182 (47,27 %) чоловіка та 203 (52,73 %) жінки.
Переважна більшість мешканців — даргинці (99 % від усіх мешканців). У селі переважає усіша-цудахарська мова.